# Tunjur
Die Tunjur sind eine muslimische Ethnie und leben überwiegend in der Region Darfur im Westen des Sudan und in der angrenzenden Region Wadai des Tschad, andere bis ins Gebiet des ehemaligen Reiches Bornu am Tschadsee. Sie sprechen heute Arabisch als Muttersprache und noch im 19. Jahrhundert hoben Reisende ihr arabisches Aussehen hervor. Sie herrschten vormals in Darfur und im Wadai.

## Herrschaft in Darfur
Die Tunjur gelten als eingewanderte Staatsgründer und Kulturbringer. Nach einer weit verbreiteten, schon von Gustav Nachtigal aufgenommenen Überlieferung stammen die Tunjur von den aus Arabien eingewanderten Banu Hilal ab. Volkstümliche Traditionen in Darfur geben einen Ursprung aus Dongola oder allgemeiner aus dem Gebiet des Niltals ans. Die Hinweise auf eine Einwanderung aus dem Vorderen Orient werden durch das arabische Aussehen der Tunjur unterstützt, wenn auch das heute im Allgemeinen von ihnen gesprochene Arabisch eine ältere semitische Sprache abgelöst haben könnte. In Darfur übernahmen sie die Macht von den Daju und wurden ihrerseits von den Keira gestürzt. Die Keira-Dynastie regierte vom 17. Jahrhundert bis 1916. Da die Legende vom Untergang der Tunjur sich nach einer neuen Theorie auf das Ende des assyrischen Weltreiches am Ende des 7. Jahrhunderts v. Chr. bezieht, könnten die Tunjur aus der anschließenden Fluchtbewegung hervorgegangen sein.

## Sturz durch die Keira
Der Machtwechsel von den Tunjur zu den Keira wird im Allgemeinen durch eine Legende erklärt. Sie handelt von dem harten und ungerechten Sau Dorsit, dem letzten König der Tunjur, der von Dali, dem ersten König der Keira, in einer nächtlichen Schlacht verheerend geschlagen wurde. Daraufhin wurde der grausame Herrscher von seinen Anhängern verlassen und verschwand auf Nimmerwiedersehen.

## Bibliography
- A. J. Arkell: A History of Darfur. Part II: The Tunjur etc. In: Sudan Notes and Records, 32, 2, 1951, S. 207–238.
- Heinrich Barth: Reisen und Entdeckungen. 5 Bände, Gotha 1857–1858.
- Ulrich Braukämper: Migration und ethnischer Wandel. Stuttgart 1992.
- Peter Fuchs: The Arab origin of the Tunjur. In: A. Rouand (Hrsg.): Les orientalistes sont des aventuriers. Saint-Maur 1999, S. 235–239.
- Dierk Lange: Abwanderung der assyrischen “tamkāru” nach Nubien, Darfur und ins Tschadseegebiet. In: Bronislaw Nowak et al. (Hrsg.): Europejczycy Afrykanie Inni: Studia ofiarowane Profesorowi Michalowi Tymowskiemu. Warschau 2011, S. 199–226.
- Gustav Nachtigal: Sahara und Sudan. Bd. III: Wadai und Darfor. Leipzig 1889, S. 355–385.
- Rex S. O’Fahey: The Darfur Sultanate: A History. Hurst & Co., London 2008.